# Plagiochila pseudocapillaris
Plagiochila pseudocapillaris là một loài rêu trong họ Plagiochilaceae. Loài này được Inoue mô tả khoa học đầu tiên.
Danh pháp khoa học của loài này chưa được làm sáng tỏ. 